# Ачьютадеварайя Тулува
Ачьютадеварайя (? — 1542) — махараджахираджа (царь царей) Виджаянагарской империи в 1529—1542 годах.

## Биография
Принадлежал к династии Тулува. Сын Нарасанаяки Тулувы, фактического правителя при последних правителях династии Салува.
В правление братьев Виры Нарасимха и Кришнадеварайи о деятельности Ачьютадеварайи ничего не известно. Однако Кришнадеварайя перед смертью завещал престол империи именно ему.
С самого начала новый махараджахираджа столкнулся с посягательством на власть со стороны влиятельного сановника Рамарайи, который был зятем Кришнадеварайи. На некоторое время ему удалось одолеть Рамарайю.
Кроме того, Ачьютадеварайе пришлось бороться с местными феодалами, а также против султанов Биджапура и Голконды.
В первые годы войска Исмаила Адил-шаха, биджапурского султана, воспользовавшись внутренней смутой в Виджаянагарской империи, сумели захватить стратегически важную Райчурскую долину. Однако махараджахирадже удалось разбить Кули Кутб-шаха султана Голконды и Гуджапати из Уткалы (Орисса), которые пытались захватить долину реки Кришна.
После этого Ачьютадеварайя двинулся на юг, где победил Наяк Траванкора и Умматуру. Это победа значительно укрепила авторитет монарха.
В 1535 году он с успехом воевал против Биджапура, вскоре сумев восстановить контроль империи над большей частью Райчурской долины. Однако в 1540 году при поддержке Биджапурского султаната Рамарайе удался мятеж против Ачьютадеварайи, который был помещён под домашний арест. Вместо него до 1542 года фактически правил Рамарайя. Перед смертью Ачьютадеварайя объявил наследником своего сына Венкатарайю, однако тот был убит. Рамарайя объявил махараджахираджей Садашиварайю, сына Кришнадеварайи.